# يامادا ناغاماسا
كان يامادا ناغاماسا (باليابانية: 山田 長 政) الذي ولد في 1590 وتوفي في 1630، مغامراً يابانياً اكتسب نفوذاً كبيراً في مملكة أيوثايا في بداية القرن السابع عشر وأصبح حاكم مقاطعة ناخون سي تاممارات، الواقعة في شبه جزيرة الملايو، جنوب تايلاند حالياً.
من 1617 حتى وفاته في 1630، كان يامادا ناغاماسا حاكماً للقرية التايلاندية التي يشار إليها باسم بان يبون («القرية اليابانية») باللغة التايلندية. كانت هذه القرية داخل مدينة أيوثايا (عاصمة مملكة أيوثايا). كانت بان يبون موطناً لنحو 1,000 مواطن ياباني وكان يحكمها زعيم ياباني رشحته سلطات أيوثيا. كان سكانها مزيجاً من التجار ومعتنقي المسيحية الذين فروا من بلدهم إثر اضطهاد تويوتومي هيده-يوشي وتوكوغاوا إيه-ياسو والرونين (ساموراي سابقون عاطلون عن العمل) الذين كانوا مع الجانب الخاسر في معركة سيكيغاهارا عام (1600) أو حصار أوساكا (1614–1515). يبدو أن الطائفة المسيحية كانت بالمئات، كما وصفها الأب أنطونيو فرانسيسكو كارديم، الذي روى أنه مارس طقوساً دينية لنحو 400 مسيحي ياباني عام 1627 في مدينة أيوثايا.

## بداية حياته
وُلد يامادا ناغاماسا في نامازو، شيزوكا في 1590. ويقال أنه كان أحد حاملي محفة أمير نامازو. شارك في أنشطة تجارية يابانية مع جنوب شرق آسيا خلال فترة سفن الختم الأحمر واستقر في مملكة أيوثايا (تايلاند حالياً) حوالي عام 1612.

## حياته المهنية
يُزعم أن يامادا ناغاماسا مارس أعمال القرصنة التفويضية منذ 1620، حيث هاجم ونهب السفن الهولندية في باتافيا وما حولها (جاكرتا حالياً). تدور قصص عن دفن يامادا لكنزه على الساحل الشرقي لأستراليا (وعلى وجه التحديد، في الجزيرة المغناطيسية قبالة تاونسفيل)، لكن من غير المرجح أن يجازف يامادا في تلك المنطقة نظراً لعدم وجود طرق تجارية بها والسفن الوحيدة التي كانت تجازف بالمرور بها تلك التي انحرفت عن مسارها خلال العواصف الصيفية. علاوة على ذلك، كان بإمكان يامادا المرور بآلاف الجزر الواقعة في مضيق توريس وبحر المرجان التي كان بمقدورها أن توفر مخبئاً آمناً لأي كنز وتجنب رحلة طويلة جداً لاسترداده مستقبلياً.
كانت مستعمرة بان يبون نشطة تجارياً، لا سيما في تصدير جلود الغزلان إلى اليابان مقابل الفضة والحرف اليدوية اليابانية مثل (السيوف، الصناديق المطلية والورق عالي الجودة). وقد انتبه الهولنديون لتحدى اليابانيين للاحتكار التجاري لشركة الهند الشرقية الهولندية (Vereenigde Oost-Indische Compagnie). كان للمستعمرة أيضاً دور عسكري هام في مملكة أيوثايا.

## تدخله العسكري وسيادته

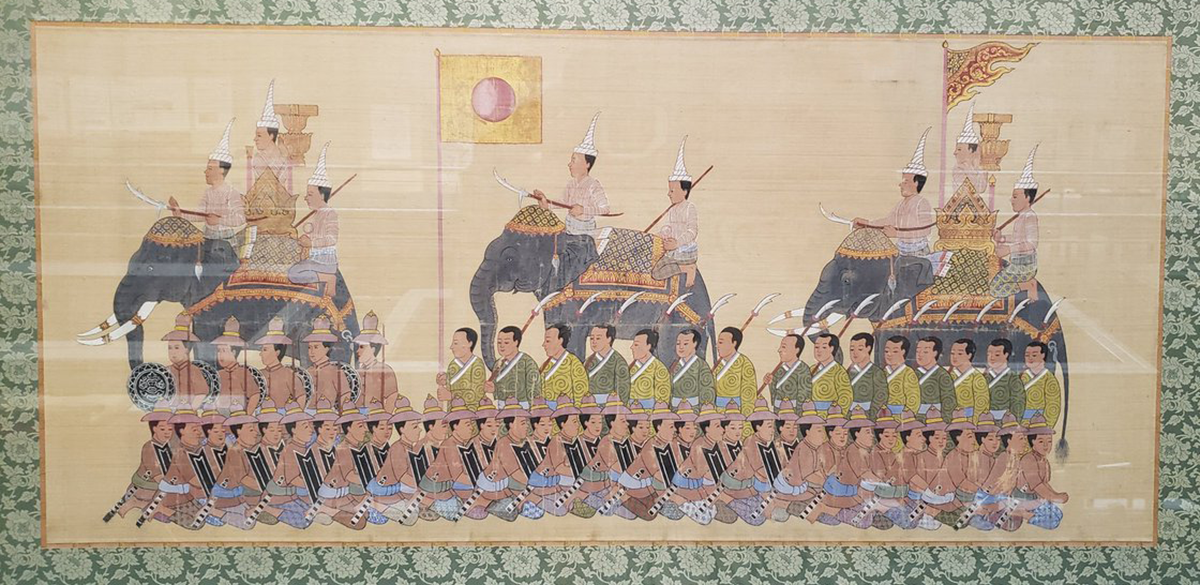
جيش يامادا ناغاماسا في مملكة أيوثايا

كانت للمستعمرة اليابانية قيمة كبيرة لخبرتها العسكرية وقد نظم شؤونها ملك أيوثايا من خلال «مقاطعة المتطوعين اليابانيين» (كروم آسا يبون).
وفي غضون 15 عاماً، ترقى يامادا ناغاماسا من رتبة النبالة التايلاندية المتواضعة «خون» إلى رتبة أوكا-يا الأكبر، وأصبح لقبه أوكا-يا سينافيموك (بالتايلاندية: ออกญา เส นาภิ มุข). كما أصبح حاكم المستعمرة اليابانية وخلال حكمه دعمّ الحملات العسكرية للملك سونغثام، على رأس جيش من اليابانيين يرفعون العلم الياباني. وقد حارب بنجاح، حتى رشح أخيراً حاكماً ليغور (مقاطعة موينج ناخون سي تاممارات حالياً)، في شبه الجزيرة الجنوبية عام 1630، برفقة 300 من الساموراي.

## رحلاته بين سيام واليابان

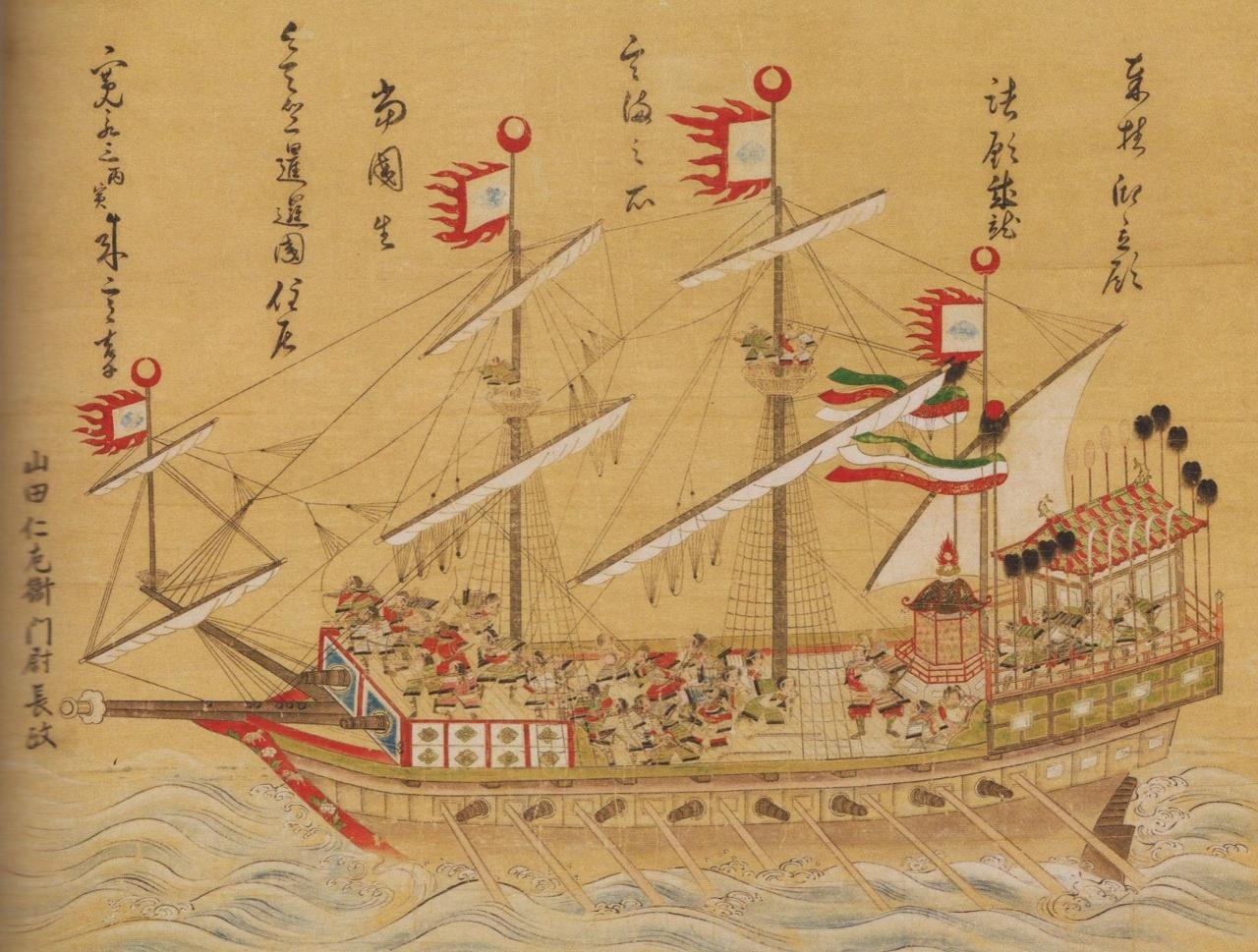
سفينة يامادا ناغاساما القتالية، لوحة من القرن السابع عشر

بعد أكثر من 12 عاماً قضاها في سيام، ذهب يامادا ناغاماسا إلى اليابان في 1624 على متن إحدى سفنه، حيث باع شحنة من جلود الغزلان السيامي في ناغاساكي. وأقام في اليابان لمدة ثلاث سنوات، محاولاً الحصول على ختم الإبحار الأحمر، لكنه غادر في 1627، مع استمرار الوضع العادي لسفينته كسفينة أجنبية.
في 1626، قدم ناغاماسا لوحة لإحدى سفنه القتالية إلى معبد مسقط رأسه في شيزوكا. هذه اللوحة فُقدت خلال حريق، لكن إحدى النسخ منها مازالت موجودة حتى يومنا هذا. وهي تصور سفينة مع حبال الاشرعة والصواري على الطراز الغربي، إضافة إلى 18 مدفعاً وبحارة في ملابس الساموراي. وقد عاد ناغاماسا إلى سيام في 1627.
في 1628، أُسرت إحدى سفنه التي كانت تنقل الأرز من أيوثايا إلى ملقا بواسطة سفينة حربية هولندية كانت تحاصر المدينة. وقد أفرج عن السفينة بمجرد معرفة هوية مالكها، لأن الهولنديين كانوا يعرفون أن يامادا يحظى باحترام كبير من قبل ملك سيام، ولم يرغبوا في الدخول في نزاع دبلوماسي. كما كان يامادا يحظى بتقدير الهولنديين كمورد لجلود الغزلان ودعوه ليوسع نشاطه التجاري مع باتافيا.

## وفاته
في 1629، زار يامادا ناغاماسا اليابان مع وفد من الملك سونغثام.
وسرعان ما عاد إلى سيام، لكنه شارك في حرب خلافة بعد وفاة الملك سونغثام بواسطة براسات ثونغ. كان براسات ثونغ بمثابة «صانع الملوك» قبل توليه العرش، من خلال تنفيذه لقتل مزدوج لأبناء الملك سونغثام. سمع يامادا أو الملقب أوكا-يا سينافيموك، عن الانقلاب في أيوثايا وتمرد. دفع براس ثونغ المدعو برايا تشايا ليضع له السم في 1630، ثم طرد بقية اليابانيين.

## انتهاء العلاقات بين سيام واليابان
بعد وفاة يامادا في 1630، أرسل الحاكم الجديد المغتصب لعرش سيام براسات ثونغ (1630-1655) جيشاً مكوناً من 4,000 جندي لتدمير المستوطنة اليابانية في أيوثايا، لكن العديد من اليابانيين تمكنوا من الفرار إلى مملكة الخمير. بعد بضع سنوات في 1633، تمكن العائدون (بلغوا من 300 إلى 400 ياباني) من الهند الصينية من إعادة تأسيس المستوطنة اليابانية في أيوثايا.
وبداية من عام 1634، رفض الشوغون، الذي كان على علم بهذه المشاكل وما كان يعتبره هجمات على سلطته، إصدار تصاريح أخرى لسفن الختم الأحمر إلى سيام.
غير أن ملك سيام أرسل كرغبة منه في تجديد التجارة، سفينة تجارية وسفارة إلى اليابان في 1636، لكن الشوغون رفض السفارات، وبالتالي وضع حداً للعلاقات المباشرة بين اليابان وسيام. كانت اليابان في نفس الوقت تغلق نفسها عن العالم آنذاك، في فترة تعرف باسم ساكوكو.
استفاد الهولنديون من الانسحاب الياباني، مما زاد من تجارتهم وتقديمهم الدعم البحري. فقدت اليابان نفوذها لمدة 300 عام بعد أن طرد براسات ثونغ لليابانيين.

## النصب التذكارية
يقع قبر يامادا الآن في مسقط رأسه في منطقة أوتاني. ولا تزال بقايا الأحياء اليابانية في أيوتثويا مرئية للزوار، بالإضافة إلى تمثال ليامادا في زي سيامي عسكري.

## أفلام مقتبسة عن حياة يامادا
- الغريب (山 田長政 王者 の 剣) - 1959
- المعبر الجنوبي: القصة القديمة لكورنيليا أويوكي وناغاماسا يامادا (TV 星 コ TV ル ル リ リ お 雪 雪 異 異 聞 聞 た た 山 田長政) (فيلم تلفزيوني) - 1978
- يامادا: ساموراي أيوثايا - 2010

## للمزيد من القراءة
- Red Seal Ships. Nagazumi Yoko, Japanese (朱印船、永積洋子) (ردمك 4-642-06659-4).
- Samurai of Ayutthaya: Yamada Nagamasa, Japanese Warrior and Merchant in Early 17th Century Siam. Cesare Polenghi, Lotus Press, 2009, (ردمك 978-974-480-147-0)